# ISG20L2
ISG20L2 (англ. Interferon stimulated exonuclease gene 20 like 2) – білок, який кодується однойменним геном, розташованим у людей на 1-й хромосомі. Довжина поліпептидного ланцюга білка становить 353 амінокислот, а молекулярна маса — 39 154.
| 10         |  | 20         |  | 30         |  | 40         |  | 50         |
| ---------- |  | ---------- |  | ---------- |  | ---------- |  | ---------- |
| MSTLLLNLDF |  | GEPPPKKALE |  | GNAKHRNFVK |  | KRRLLERRGF |  | LSKKNQPPSK |
| APKLHSEPSK |  | KGETPTVDGT |  | WKTPSFPKKK |  | TAASSNGSGQ |  | PLDKKAAVSW |
| LTPAPSKKAD |  | SVAAKVDLLG |  | EFQSALPKIN |  | SHPTRSQKKS |  | SQKKSSKKNH |
| PQKNAPQNST |  | QAHSENKCSG |  | ASQKLPRKMV |  | AIDCEMVGTG |  | PKGHVSSLAR |
| CSIVNYNGDV |  | LYDEYILPPC |  | HIVDYRTRWS |  | GIRKQHMVNA |  | TPFKIARGQI |
| LKILTGKIVV |  | GHAIHNDFKA |  | LQYFHPKSLT |  | RDTSHIPPLN |  | RKADCPENAT |
| MSLKHLTKKL |  | LNRDIQVGKS |  | GHSSVEDAQA |  | TMELYKLVEV |  | EWEEHLARNP |
| PTD        |  |            |  |            |  |            |  |            |

A: Аланін

C: Цистеїн

D: Аспарагінова кислота

E: Глутамінова кислота

F: Фенілаланін

G: Гліцин

H: Гістидин

I: Ізолейцин

K: Лізин

L: Лейцин

M: Метіонін

N: Аспарагін

P: Пролін

Q: Глутамін

R: Аргінін

S: Серин

T: Треонін

V: Валін

W: Триптофан

Кодований геном білок за функціями належить до гідролаз, екзонуклеаз, нуклеаз. 
Задіяний у такому біологічному процесі, як біогенез рибосом. 
Локалізований у ядрі.